# Platypalpus pedestris
Platypalpus pedestris är en tvåvingeart som först beskrevs av Becker 1907.  Platypalpus pedestris ingår i släktet Platypalpus och familjen puckeldansflugor. Inga underarter finns listade i Catalogue of Life.